# À nous quatre, Cardinal !
Série
Les Quatre Charlots mousquetaires
(1974)
Pour plus de détails, voir Fiche technique et Distribution.
À nous quatre, Cardinal ! est un film français d'André Hunebelle sorti en 1974 mettant en scène les Charlots. Il s'agit de la suite du film Les Quatre Charlots mousquetaires, sorti un mois plus tôt.

## Synopsis
La reine de France se trouve dans l'embarras. En effet, pour leur prochaine apparition en public, le roi lui a demandé de porter le collier de ferrets qu'il lui a offert en cadeau pour la Sainte Anne. Or, la reine a déjà remis celui-ci en gage d'estime au duc de Buckingham lors d'une visite secrète, en lui faisant promettre de ne plus jamais chercher à la revoir. Elle suspecte une machination du cardinal de Richelieu et du père Joseph, prêts à tout pour la déshonorer.
Sur les conseils de Constance, sa lingère, la reine charge les quatre mousquetaires Athos, Porthos, Aramis et D'Artagnan (ainsi que leurs valets) de gagner l'Angleterre afin de récupérer son collier.
Cependant, le cardinal, ayant eu vent de son projet, envoie Milady de Winter à Londres pour les devancer et récupérer le collier avant eux. À Calais, grâce à sa séduction et à un somnifère puissant mélangé à du xérès, Milady parvient à endormir un par un les quatre mousquetaires la veille de leur départ pour Londres. Bien malgré eux, les quatre valets, déguisés en mousquetaires, partent à Londres afin de mener à bien la mission de leurs maîtres.

## Fiche technique
- Titre original : À nous quatre, Cardinal ! (titre usuel)[1],[2] ; Les Charlots en folie ! 2e round : À nous quatre, Cardinal ! (titre complet)
- Titres alternatifs : Les Quatre Charlots en délire dans À nous quatre, Cardinal ! ;  Le Collier de la reine ; Cardinal, nous voilà ![2]
- Réalisation : André Hunebelle, assisté de Jacques Besnard, Lionel Bernier, Denys Granier-Deferre, Jean-Claude Sussfeld
- Scénario : Jean Halain, d'après le roman de Alexandre Dumas
- Décors : Max Douy
- Lieux de tournage : Argentat sur Dordogne pour les scènes se déroulant a Calais
- Costumes : Marie Gromtseff
- Maquillages : Nadine Fraigneau et Éric Pierre
- Photographie : Claude Robain
- Son : Alain Lachassagne
- Montage : Pierre Gillette, Christian Gaudin
- Musique : Les Charlots  (arrangements : Paul Piot)
- Production : Christian Fechner ; Bernard Artigues (délégué) ; Claude Berri (associé)
- Sociétés de production : Les Films Christian Fechner, Renn Productions
- Société de distribution : AMLF
- Studios : Paris-Studios-Cinéma (Studios de Billancourt)
- Format :  couleur (Eastmancolor) - 35mm - 1,77:1 - son mono
- Durée : 105 minutes
- Genre : comédie
- Dates de sortie : France : 13 mars 1974
- DVD : Toujours inédit en DVD en France, Mais sortie en DVD en Russie avec la Version Française
- Affiche : Clément Hurel (France)

## Distribution
- Les Charlots :
  - Gérard Rinaldi : Planchet de la Rinaldière, le valet de d'Artagnan / narrateur
  - Gérard Filipelli : Mousqueton de la Moustiquière, le valet de Porthos
  - Jean Sarrus : Bazin de la Bassinoire, le valet d'Aramis
  - Jean-Guy Fechner : Grimaud de la Fechnière, le valet d'Athos[3]
- Daniel Ceccaldi : le roi Louis XIII
- Josephine Chaplin : Constance Bonacieux
- Paul Préboist : le père Joseph
- Bernard Haller : le cardinal de Richelieu / le duc de Buckingham
- Catherine Jourdan : la reine Anne d'Autriche
- Karin Petersen : Milady de Winter
- Jean Valmont : D'Artagnan
- Yvan Tanguy : Athos
- Gib Grossac : Porthos
- Georges Mansart : Aramis
- Jacques Seiler : Rochefort
- Jacques Legras : Alexandre Dumas
- Jacques Dynam : l'aubergiste
- Jean-Marie Proslier : l’aubergiste à Calais
- Bernard Lajarrige : l'aubergiste de Beauvais
- François-Xavier Carrot : le cocher de Constance
- André Dumas : le laquais de Constance
- Dominique Zardi : le bourreau/un garde du cardinal
- Paul Mercey : le paysan rubicond
- Henri Attal : un garde du cardinal
- Igor De Savitch : le capitaine des gardes
- Yvan Chiffre : le garde qui louche
- André Badin : un garde
- Max Montavon : l'officier barbu
- Bernard Ménez : le gouverneur de la Bastille
- Serge Berry : le gouverneur de Londres